# Allgäuer Bergkäse

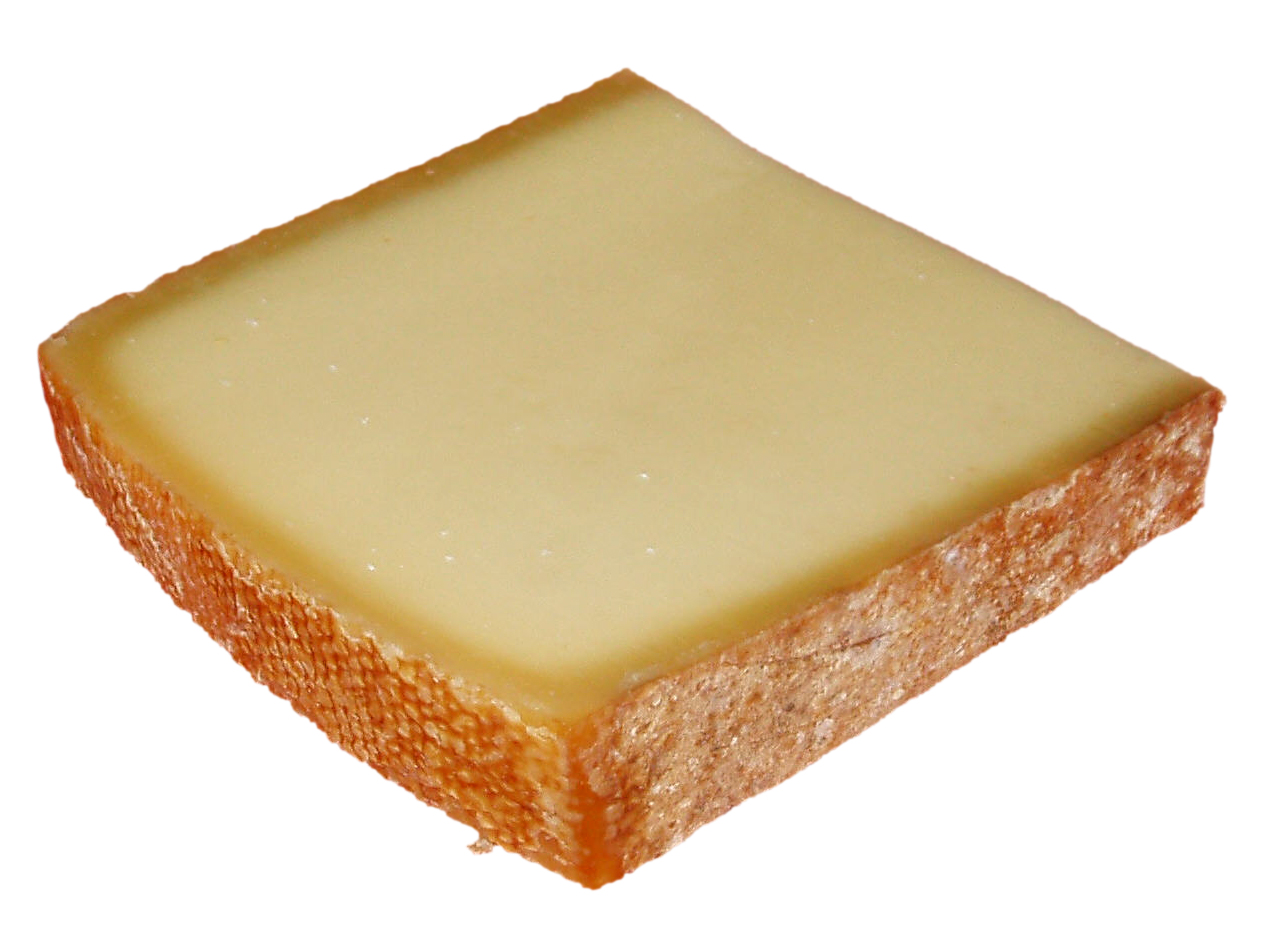
Queso origen Allgäuer.

Allgäuer Bergkäse (literalmente, «queso de montaña de Algovia») es un queso típico de montaña que se elabora en los Alpes. Es una de las escasas denominaciones de origen protegidas de quesos alemanes, protegidas a nivel europeo. Se asemeja a otros quesos de montaña que se producen en los Alpes, como el emmental, pero con un sabor más fuerte. Es un queso apto como tentempié, para fondue o cocinar. Este queso solo puede producirse en un área muy concreta de Baviera, con leche de la zona: Oberallgäu, Algovia oriental, Unterallgäu, Ravensburg y Bodensee.
- Datos: Q325765